# Foundation for the Preservation of the Mahayana Tradition

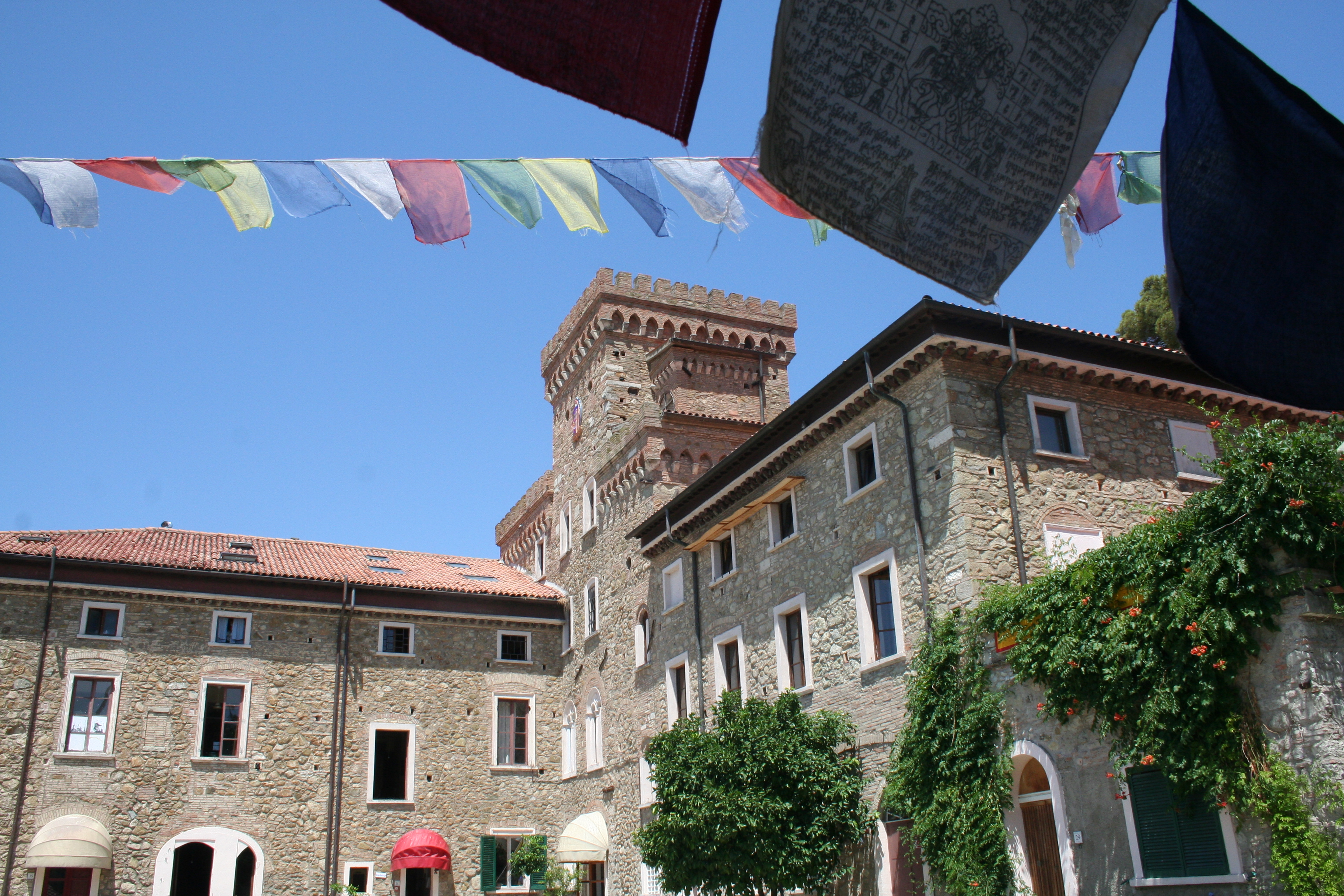
Istituto Lama Tzong Khapa in Pomaia, Santa Luce, eines der wichtigsten Zentren der Organisation

Die Foundation for the Preservation of the Mahayana Tradition (FPMT, deutsche Eigenbezeichnung Gesellschaft zur Erhaltung der Mahayana-Tradition) ist ein Netzwerk buddhistischer Zentren innerhalb der Gelug-Tradition des tibetischen Buddhismus. Sie wurde 1975 von Lama Thubten Yeshe und Thubten Zopa Rinpoche in Kathmandu gegründet.
Zur FPMT gehören ca. 150 buddhistische Zentren, Projekte und Sozialeinrichtungen in 33 Ländern sowie der Diamant Verlag. Auch Wisdom Publications, ein US-amerikanischer Verlag für buddhistische Literatur, wurde im Umkreis von Lama Yeshe und Lama Zopa gegründet. Seit 2006 ist die organisatorische Zentrale der FPMT in Portland (Oregon).
Zu den Zentren im deutschsprachigen Raum gehören unter anderem das Panchen Losang Chogyen Gelug-Zentrum in Wien und das Aryatara Institut in München.